# Dolichopus pulchrimanus
Dolichopus pulchrimanus är en tvåvingeart som först beskrevs av Jacques-Marie-Frangile Bigot 1888.  Dolichopus pulchrimanus ingår i släktet Dolichopus och familjen styltflugor. Inga underarter finns listade i Catalogue of Life.